# Wilhelm Plös
Wilhelm Plös (* 20. November 1893 in Krefeld; † 17. Februar 1971 in Málaga, Spanien) war ein deutscher Politiker (BHE). Er war von 1951 bis 1955 Abgeordneter im Landtag von Niedersachsen.

## Leben
Plös besuchte die Volksschule und die Handelsschule. Er war von 1914 bis 1918 Soldat im Ersten Weltkrieg und arbeitete ab 1919 als Verwaltungsangestellter. Ab 1923 war er Bankbeamter. Plös machte sich 1929 Bücherrevisor und Kaufmann selbständig. Im Zweiten Weltkrieg nahm er erst von 1939 bis 1941 und nochmal von 1944 bis 1945 teil. In der Zeit zwischen beiden Einsätzen war er Landes- und Reichsprüfer im Reichsernährungsministerium. Nach Ende des Krieges war er wieder als Kaufmann selbständig.
Plös wurde bald zweiter Kreisvorsitzender des BHE in Osnabrück-Stadt und zudem Bezirksvorsitzender und Landesvorstandsmitglied des Zentralverbandes der Flieger- und Währungsgeschädigten. In der zweiten Wahlperiode war er vom 6. Mai 1951 bis zum 5. Mai 1955 Mitglied des Niedersächsischen Landtages. Vom 1. Oktober 1954 an war er bis zu seinem Ausscheiden stellvertretender Vorsitzender der GB/BHE-Landtagsfraktion.